# Залав'є
Зала́в'є — село в Україні, у Теребовлянській міській громаді Тернопільського району Тернопільської області. Розташоване на річці Серет. До 2015-го підпорядковане Плебанівській сільській раді. Від 2015 у складі Теребовлянської міської громади. При Залав'ї був хутір Когутівка.
Населення — 523 особи (2015)
Поштове відділення — Підгайчицьке.
Село часто називають Залав'ї.

## Населення

### Мова
Розподіл населення за рідною мовою за даними перепису 2001 року:
| Мова       | Кількість | Відсоток |
| ---------- | --------- | -------- |
| українська | 540       | 99.08%   |
| російська  | 5         | 0.92%    |
| Усього     | 545       | 100%     |

## Історія
Поблизу Залав'я виявлено археологічні пам'ятки трипільської культури.

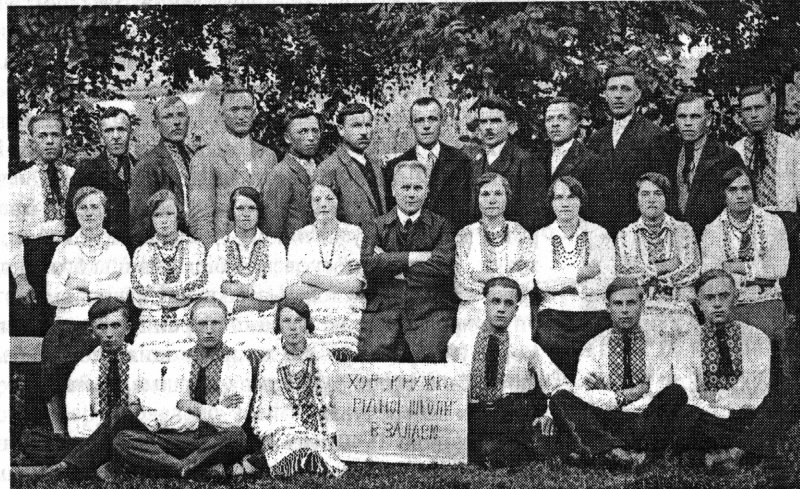
Хор «Рідної школи»

Перша історична згадка про село датована в земських книгах міста Теребовлі 1423 роком.
Об'єднавшись із кількома хуторами село вело активний торг за лавами, за якими воно знаходилося. На цих лавах ще в княжі часи крамарі виставляли свій торг, отже село знаходилося під лавами, від чого отримало свою назву.
Залав'є не раз піддавалося нападам турків і татар, тому що знаходилося поблизу торгового шляху. Не раз воно руйнувалося повністю. Це ставалося у 1453, 1467, а також під час Зборівської битви 1649 року.
Під час розпаду Речі Посполитої і встановлення австрійської влади в селі відбувається національне піднесення. У 1848 році було скасовано панщину, освячено мішану школу. У 1900 році селяни розпочали будівництво власної церкви.

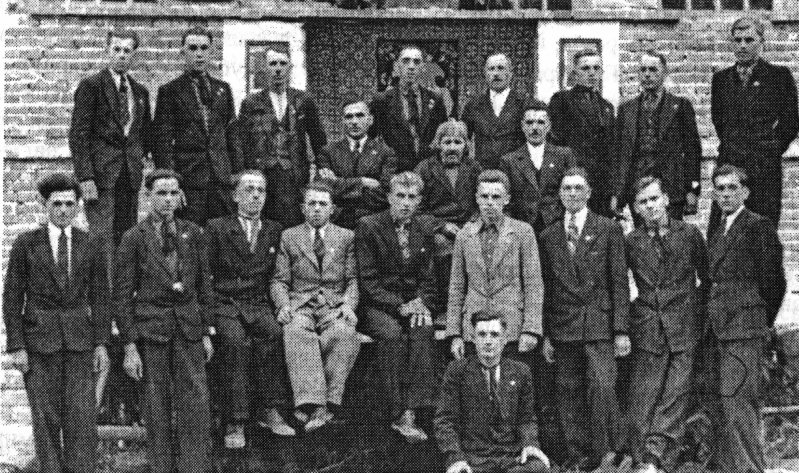
Сільський чоловічий хор

У селі була двокласова школа з українською мовою навчання, організована «Просвіта». З її ініціативи в селі було збудовано церкву 1903 року, а в 1936 — велику читальню.
Також діяли товариства «Сокіл», «Луг», «Сільський господар», «Рідна школа».
1 серпня 1934 року в рамках реформи на підставі нового закону про самоуправління (23 березня 1933 року) увійшло до нової сільської гміни Трембовля (Теребовлянський повіт Тернопільського воєводства).
7 березня 1941 року в Залав'ї заарештовано 13 членів ОУН.
12 червня 2020 року, відповідно до розпорядження Кабінету Міністрів України № 724-р «Про визначення адміністративних центрів та затвердження територій територіальних громад Тернопільської області» увійшло до складу Теребовлянської міської громади.
19 липня 2020 року, в результаті адміністративно-територіальної реформи та ліквідації Теребовлянського району, село увійшло до складу Тернопільського району.

## Політика

### Парламентські вибори, 2019
На позачергових парламентських виборах 2019 року у селі функціонувала окрема виборча дільниця № 610861, розташована у приміщенні клубу.

#### Результати
- зареєстровано 364 виборці, явка 69,51%, найбільше голосів віддано за «Слугу народу» — 22,71%, за Всеукраїнське об'єднання «Батьківщина» — 19,12%, за «Європейську Солідарність» — 15,14%.[6] В одномандатному окрузі найбільше голосів отримала Алла Стечишин (самовисування) — 24,30%, за Олега Вітвіцького (Голос) — 19,12%, за Романа Василіцького (Об'єднання «Самопоміч») — 15,14%[7].

## Мікротопоніми
Назви піль: Збіч, Могила.

## Найпоширеніші прізвища
Атаманюк, Баламутів, Бей, Бойко, Брездень, Василишин, Галак, Галась, Гачкевич, Герман, Гуцула, Гумницький, Деркач, Джавала, Клиновський, Кляпітура, Когут, Крупський, Кубішин, Летняк, Лялька, Магрита, Маковський, Марцінів, Миколяса, Михальський, Музичин, Наболотний, Палідвор, Пастух, Перхалюк, Роговський, Сірота, Скоморовський, Стигар, Суржишин, Сюрпіта, Туркул, Фриз, Шиманський, Шкоропад, Шугин, Якимів.

## Релігія
- церква Пресвятої Трійці (1903, кам'яна, УГКЦ),
- каплиця Знайдення Святого Хреста (1935, РКЦ),
- «фігура» (1879).

## Пам'ятки
Збережена могила УСС (1915).
Встановлено:

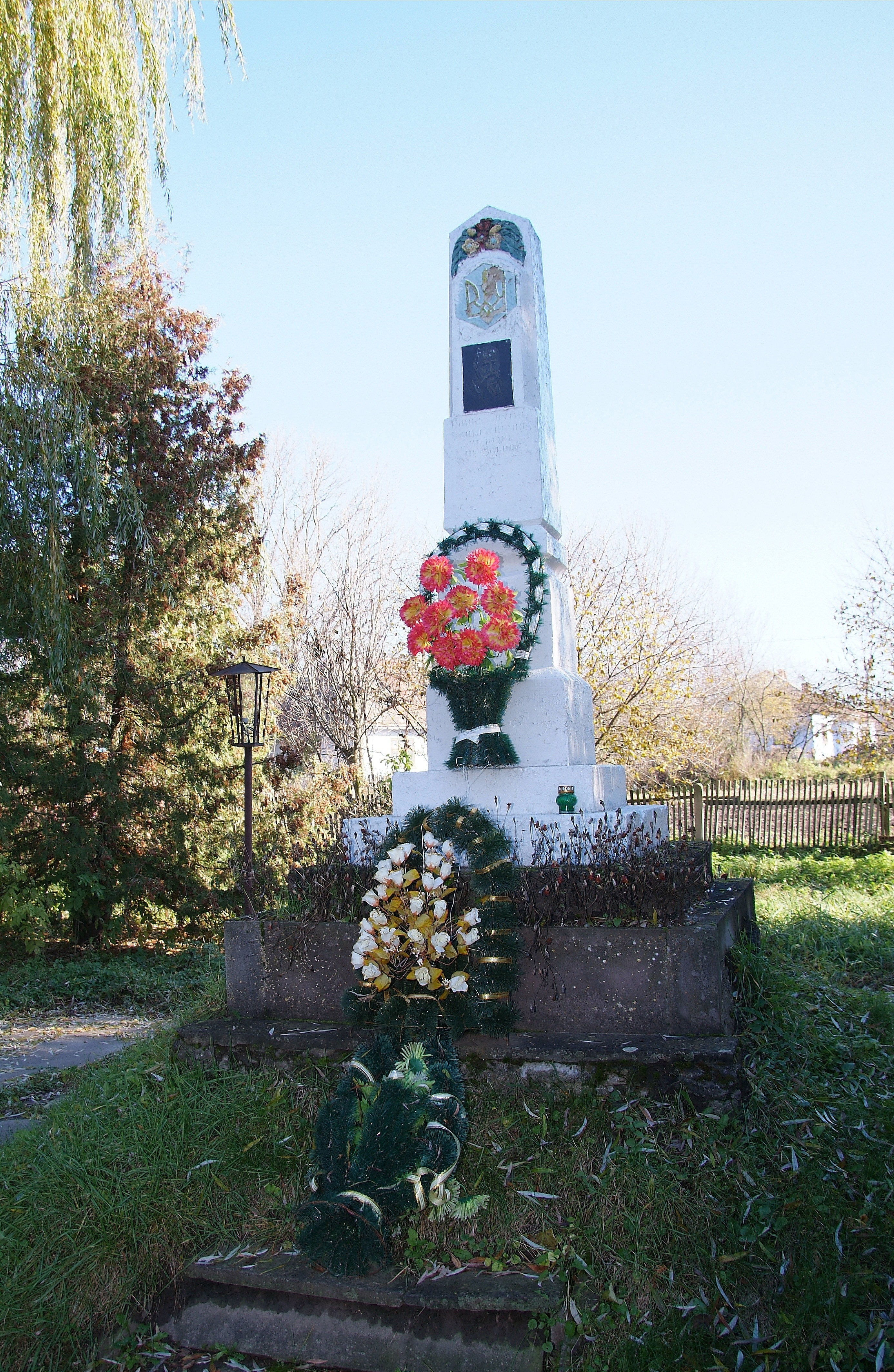
Пам'ятник Тарасові Шевченку

- пам'ятний хрест на честь скасування панщини
- пам'ятний знак до 100-річчя церкви (2003)
- меморіальну таблицю УСС.

### Пам'ятник Тарасові Шевченку
Пам'ятка монументального мистецтва місцевого значення. Розташований в центрі.
Встановлений 1914 р. Робота самодіяльних майстрів.
Матеріал: камінь.
Висота — 3,5 м.

## Соціальна сфера

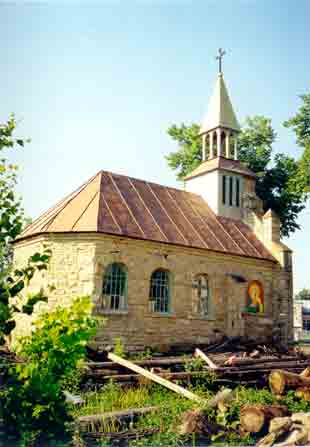

Діє загальноосвітня школа І ступеня.

## Відомі люди

### Народилися
- Федір Маковський — український фольклорист, етнограф і музикант.
- Микола Брездень — народний живописець-аматор, краєзнавець.
- Степан Гумінецький — фізик.
- Іван Панцьо — громадський діяч, господарник.
- Віктор Семчук (1991—2014) — військовик, розвідник-снайпер розвідувального відділення штабного батальйону 24-ї окремої механізованої бригади (Яворів) оперативного командування «Північ» Сухопутних військ ЗСУ[11].

### Перебували
- Федір Якимів — народний скульптор початку XIX ст.
- о. Ісидор Нагаєвський — професор, душпастирював у селі,
- Лонгин Цегельський — політичний діяч.

## Галерея

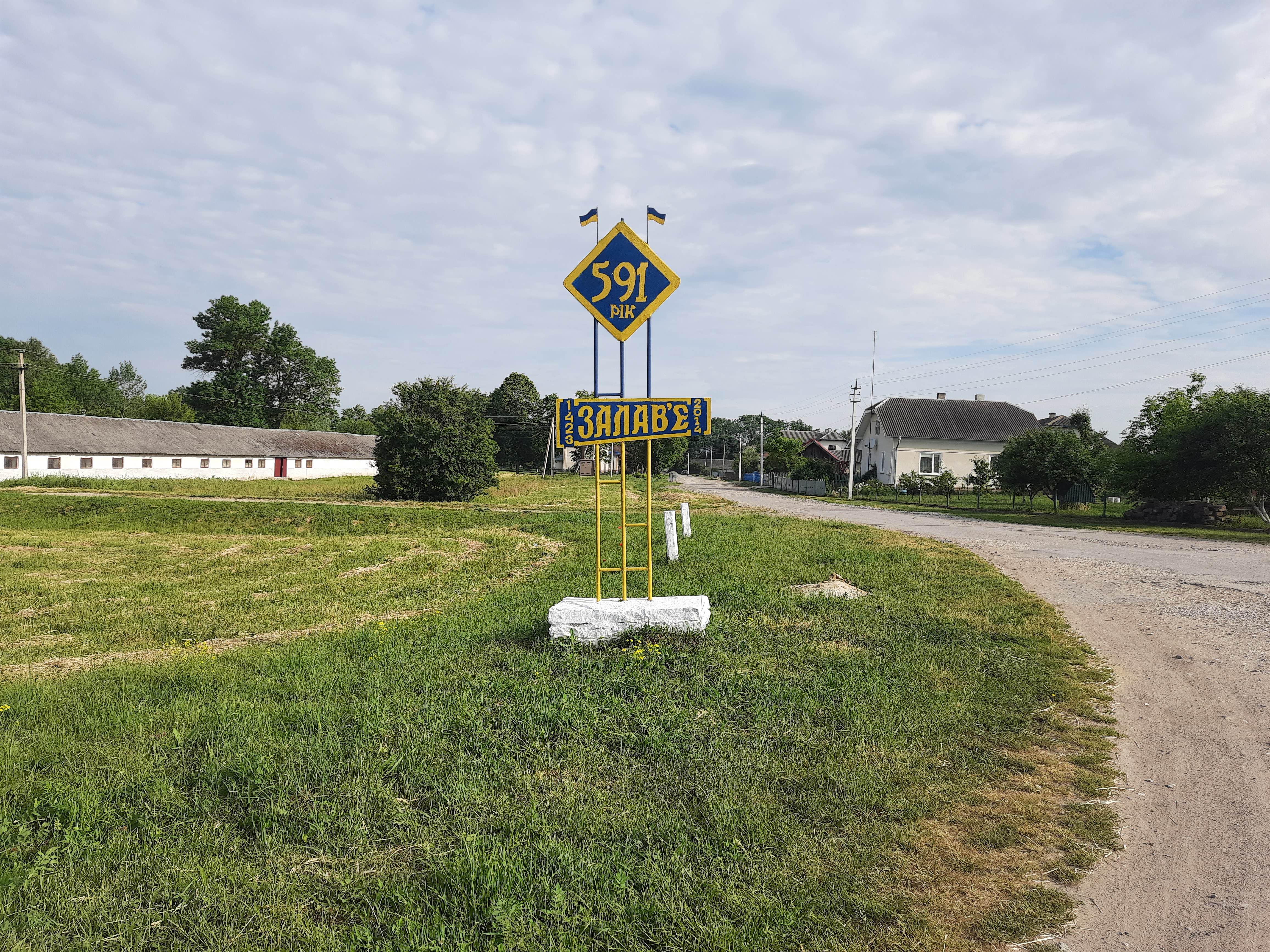
В'їзд у село Залав'є
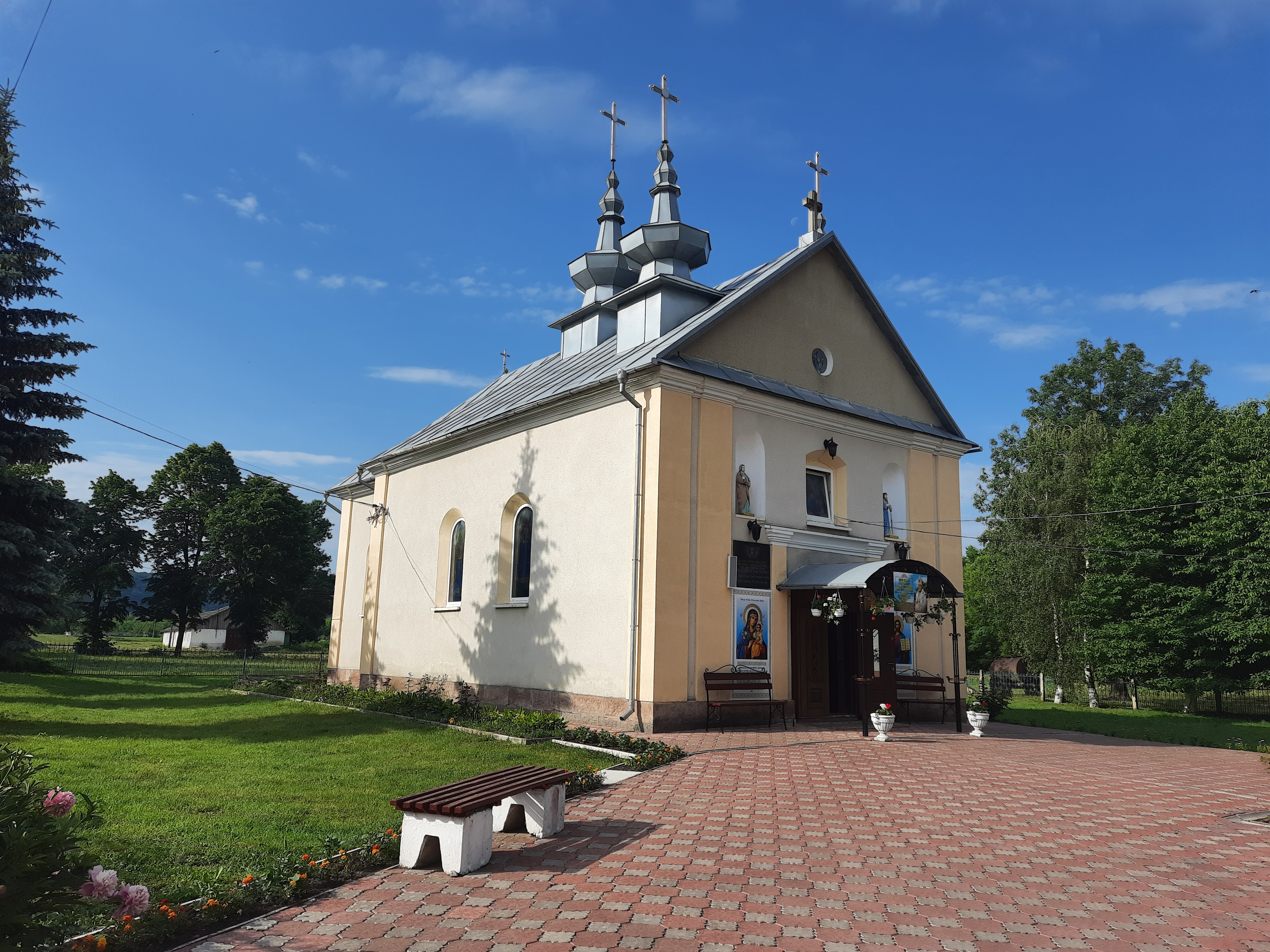
Церква Святої Трійці
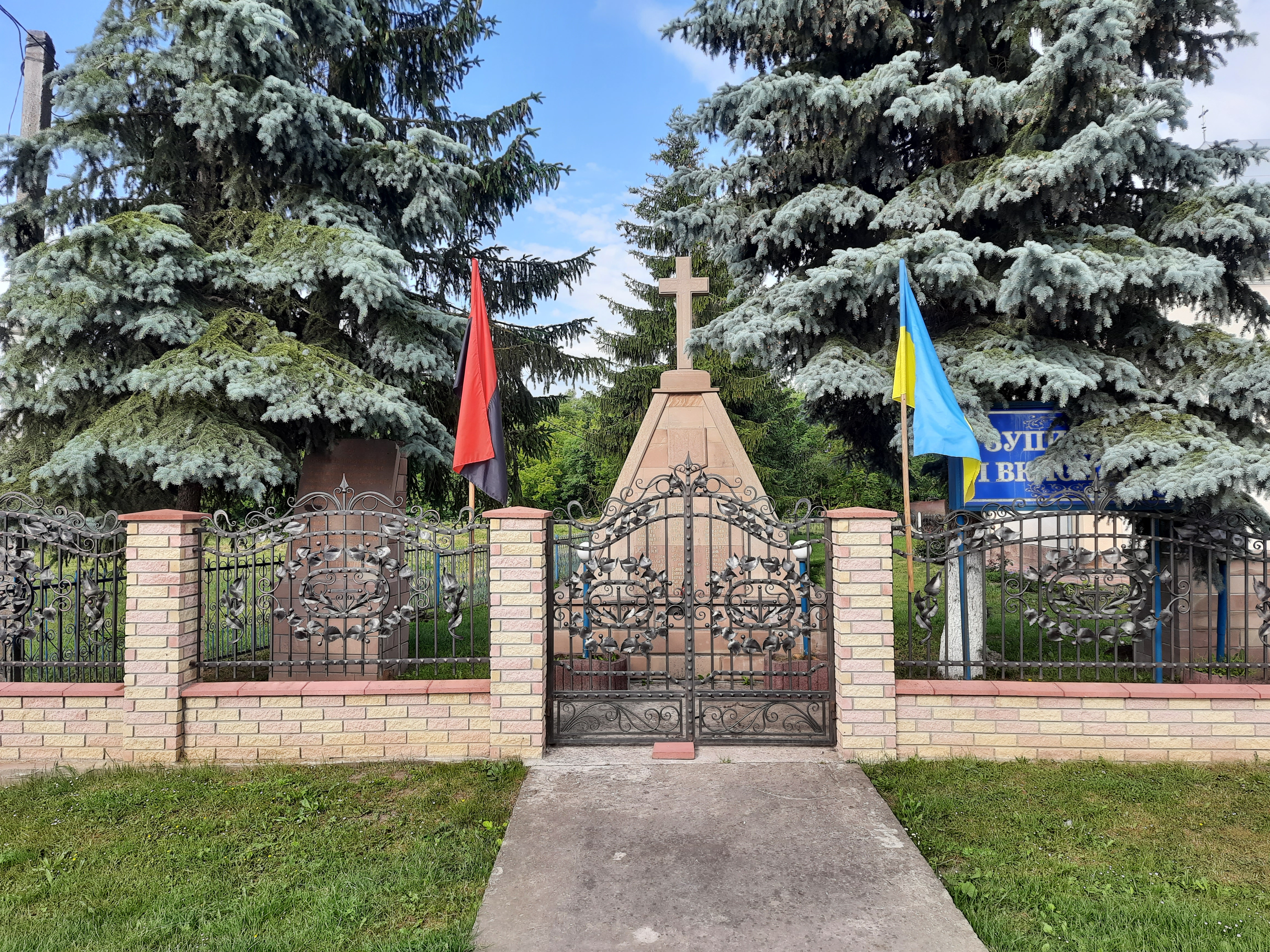
Пам'ятний знак Борцям за волю України
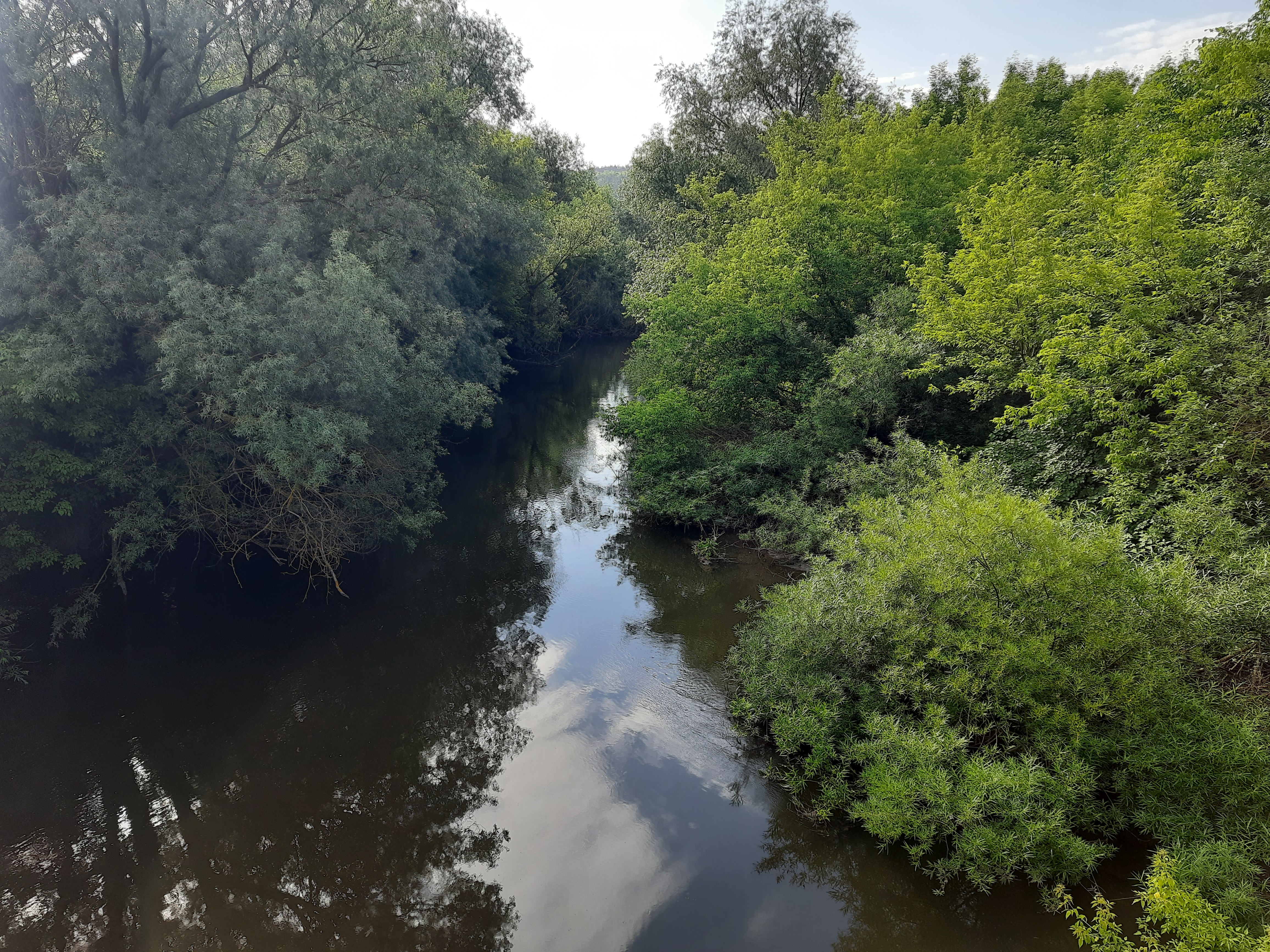
Річка Серет біля села